# Hydropsyche fezana
Hydropsyche fezana là một loài Trichoptera trong họ Hydropsychidae. Chúng phân bố ở miền Cổ bắc.